# Canción desesperada (película)
Canción desesperada es una película de Argentina filmada en colores dirigida por Jorge Coscia sobre su propio guion que se estrenó el 13 de noviembre de 1997 y que tuvo como actores principales a Rodolfo Ranni, Maximiliano Guerra, Tony Plana y Claudio Rissi.
La coreografía estuvo a cargo de Oscar Aráiz.

## Sinopsis
El encuentro en Nueva York de un joven periodista y un mítico bailarín de tango paralítico con el que toma lecciones de baile y de cuya esposa se enamora. 

## Reparto
- Rodolfo Ranni
- Maximiliano Guerra
- Tony Plana
- Valeria de Luque
- Claudio Rissi
- Manuel Callau
- Daniel Freire
- Paulino Andrada
- Patrick Aduma
- Ana Celentano

## Comentarios
Guillermo Ravaschino en  primerplano.com escribió:

«…..el sexto largometraje de Jorge Coscia es al tango lo que tantas películas de Eliseo Subiela son a la poesía: una oda acaso bien intencionada, pero fallida, hondamente negadora del objeto de su adulación»

Stella Maris Floris en Sin Cortes escribió:

«…lenta y en algunos momentos agobiante: la sensualidad del tango con que se impregna el film no alcanza.»

Manrupe y Portela escriben:

«Las intenciones de recrear la esencia trágica del tango se desvanecen por la debilidad del guion y la desafortunada marcación de los actores.»